# Rockstars (пісня Маліка Гарріса)
Rockstars (з англ. — Рок-зірки) — пісня німецького співака Маліка Гарріса, яка була випущена 4 лютого 2022 року. Ця пісня представляла Німеччину на Євробачення 2022, де посіла 25 (останнє) місце у фіналі відповідно.

## Євробачення
Як країна "Великої п'ятірки", Німеччина автоматично кваліфікувалась до фіналу.  У фіналі Німеччина зайняла останнє (25) місце.

## Чарти
| Чарт (2022)                        | Найвища позиція |
| ---------------------------------- | --------------- |
| Німеччина(Чарти GfK Entertainment) | 42              |